# Nogometni savez Primorsko-goranske županije
Nogometni savez Primorsko-goranske županije osnovan je 27. veljače 1996. godine u Rijeci. Slijednik je Nogometnog podsaveza Rijeka, osnovanog 1947. godine, i Međuopćinskog nogometnog saveza Rijeka. Nalazi se na adresi Portić 3, 51000 Rijeka.
Danas Savez broji 42 nogometna kluba i 5 malonogometnih klubova.

## Vanjske poveznice
- Službene stranice